# Chris Cornell
Christopher John „Chris“ Cornell (rođen kao Christopher John Boyle, 20. srpnja 1964. – 18. svibnja 2017.) bio je američki  glazbenik, ponajviše poznat kao glavni pjevač, gitarist i tekstopisac rock sastava Soundgardena (1984. – 1997., 2010. – 2017.) i Audioslavea (2001. – 2007.). Bio je osnivač i frontman benda Temple of the Dog, jednog od prvih priznatih sastava posvećenih njegovom bivšem dugogodišnjem prijatelju, Andrewu Woodu. Objavio je i tri samostalna albuma, Euphoria Morning, Carry On i Scream.
Smatra se jednim od vodećih utemeljitelja  Grunge pokreta 1990-ih te je nadaleko poznat po svojem opusu kao tekstopisac, svojem moćnom glasu u rasponu od gotovo četiri oktave. Objavio je četiri samostalna studijska albuma, Euphoria Morning (1999), Carry On (2007), Scream (2009), Higher Truth (2015), te live album Songbook (2011). Cornell je bio nominiran za Golden Globe Award nagradu za pjesmu "The Keeper" koja se pojavljuje u filmu  Machine Gun Preacher (2011), bio je koscenarist te izvođač glavne pjesme za James Bond film Casino Royale,  "You Know My Name" (2011). Njegovo posljednje samostalno izdanje je bio ljubavni singl "The promise", pisan za odjavnu špicu istoimenog filma.
Čitatelji glazbenog časopisa Guitar World su ga proglasili najvećim rock pjevačem ("Rock's Greatest Singer"), nalazi se na četvrtom mjestu "Heavy Metals najboljih 100 vokala svih vremena" ("Heavy Metal's All-Time Top 100 Vocalists") prema časopisu Hit Parader, na devetom mjestu "Najboljih frontman-a svih vremena" ("Best Lead Singers of All Time") prema časopisu Rolling Stone te na dvanaestom mjestu MTV ljestvice "22 najveća glasa glazbe" ("22 Greatest Voices in Music").
U cjelokupnom stvaralaštvu, Cornell je prodao 14.8 milijuna albuma, 8.8 digitaliziranih pjesama te 300 milijuna audio stream-ova na zahtjev samo u SAD-u, zajedno s preko 30 milijuna prodanih albuma diljem svijeta. Nominiran je za 14 Grammy nagrada, od toga je dvije i osvojio.
Cornell je patio od depresije te zlouporabe droga u ranijim godinama života. Pronađen je mrtav u hotelskoj sobi u Detroitu u rano jutro, 18. svibnja 2017, nakon nastupa s grupom Soundgarden noć prije. Njegova smrt je proglašena samoubojstvom.

## Životopis
Cornell je rođen kao Christopher John Boyle, 20. srpnja 1964 u Seattlu, Washington, gdje je i odrastao. Njegovi roditelji su Ed Boyle (farmaceut irsko-katoličkog podrijetla) i Karen Cornell (računovotkinja židovskog podrijetla). Cornell oba roditelja opisuje kao alkoholičare. Cornell ima dva starija brata, Petera i Patricka, te tri mlađe sestre, Katy, Suzy i Maggie. Peter, Katy i Suzy osnovali su sastav Inflatable Soule, umjereno popularan sastav u Seattlu tijekom devedesetih. Peter Cornell je trenutno u sastavu Black Market Radio, koji je izdao svoj debi album naslovljen Suicide Parlour 2006. Cornell, njegova braća i sestre uzimaju majčino djevojačko prezime nakon što su se njihovi roditelji rastali.
Pohađao je Christ the King Catholic katoličku osnovnu školu gdje je prvi puta nastupao ispred publike, pjevajući anti-ratnu pjesmu 60ih "One tin soldier". Kasnije je pohađao srednju školu "Shorewood High School". Kada je imao samo sedam godina, majka je njega i njegovu sestru ispisala iz katoličke škole; Cornell je kasnije tvrdio kako je tome prethodila njihova prevelika znatiželja zbog čega su trebali biti izbačeni iz škole. U razgovoru iz 1994. Cornell se prisjeća događaja: "Takva vjera nije dizajnirana da bi ju se preispitivalo. Mladi ljudi su prirodno znatiželjni te će i sa pola pameti primijetiti nedosljednosti kojih ima na pregršt u organiziranim religijama. Oboje smo dali svima u razredu do znanja da ne razumijemo. Tražili smo pojašnjenje, a kako odgovor nismo dobili, počeli smo stvarati probleme".
Cornell je proveo dvogodišnji period između devete i jedanaeste godine slušajući bend The Beatles nakon što je pronašao kolekciju napuštenih ploča u susjedovom podrumu. Sebe u tim godinama opisuje kao samotnjaka; mogao se nositi sa svojom tjeskobom okružen ljudima jedino kroz rock glazbu. Tijekom tinejdžerskih godina, zapao je u duboku depresiju, ispisao se iz škole te je gotovo zauvijek ostao zatvoren u svom domu. S 12 godina je već imao pristup alkoholu, marihuani, acid-u, halucinogenim gljivama te lijekovima na recept koje je konzumirao na dnevnoj razini sve do 13. godine nakon čega je pauzirao jednu da bi se s 15 godina vratio svojim starim porocima sve dok se nije okrenuo najvećoj strasti, glazbi.
Cornell je uzimao satove sviranja klavira i gitare kada je bio dijete. Jednom je pojasnio kako mu je majka spasila život kupivši mu bubnjeve, instrument koji je prisvojio i kojim je krenuo na put glazbenog stvaralaštva. Prije nego što je postao poznati glazbenik, radio je kao konobar, perač suđa, kao prodavač morske hrane na veliko i suupravitelj restorana koji se zvao Ray's Boathouse.
U ranim '80im, Cornell je bio član cover benda The Shemps u kojem je svirao poznati basist Hiro Yamamoto te su nastupali diljem Seattle-a. Nakon što Yamamoto napušta The Shremps, u bend ulazi novi član Kim Thayil. Cornell i Yamamoto su ostali u kontaktu i nakon što su se The Shrimps raspali, počinju zajedno svirati te poziva gitarista Kim Thayil-a da im se pridruži.
Prvi brak je proveo sa Susan Silver, menadžericom Alice in Chainsa i Soundgardena s kojom ima kćer Lillian Jean (lipanj, 2000).On i Silver se rastaju 2001. godine. Godine 2004. se ponovno vjenčao za Vicky Karayiannis, novinarku s kojom ima dvoje djece Toni (rujan, 2004) i Christopher Nicholasa (prosinac, 2005) s kojom ostaje u braku sve do svoje tragične smrti.

## Glazbena karijera (2007. – 2017.)
1984–1997 i 2010–2017: Soundgarden
Soundgarden su 1984 osnovali Cornell, Thayil i Yamamoto s Cornellom kao bubnjarom i glavnim vokalom. 1985 bend uključuje bubnjara Scott Sundquista kako bi se Cornell fokusirao na pjevanje. Prve snimke benda su bile tri pjesme koje se pojavljuju na kompilaciji za C/Z Records imenom Deep Six. 1986, Sundquist, koji je do tada već imao ženu i dijete, napušta bend kako bi proveo više vremena s obitelji. Zamijenio ga je bubnjar benda Skin Yard, Matt Cameron koji postaje stalna postava Soundgardena.
Soundgarden je potpisao ugovor sa Sub Pop izdavačkom kućom te objavljuje pjesme The Screaming life (1987) i The Fopp (1988). Iako su se bendu nudile velike izdavačke kuće, potpisali su ugovor s nezavisnom kućom SST Records 1988 gdje izdaju debitantski album Ultramega OK, za koji su bili nominirani za Grammy Award nagradu u kategorji najbolja rock metal izvedba 1990. Bend potom potpisuje ugovor s A&M Recodrs izdavačkom kućom, čime postaje prvi grunge bend koji potpisuje za veću izdavačku kuću. Godine 1989 bend izdaje drugi album Louder Than Love. Yamamoto napušta bend za vrijeme izlaska albuma kako bi završio magisterij iz fizikalne kemije na Western Washington University sveučilištu. Mijenja ga bivši gitarist benda Nirvana, Jason Everman. Evermana su izbacili iz benda tijekom turneje Louder Than Love albuma te im se ponovno pridružuje novi basist, Ben Shepherd.
Uz Nirvanu, Alice in Chains i Pearl Jam Soundgarden ubrzo postaje jednim od najuspješnijih sastava grunge scene u Seattleu tijekom ranih 90-ih godina prošlog stoljeća. Sa Shepherdom, nova postava snima album Badmotorfinger (1991). Album donosi bendu komercijalni uspjeh te Soundgarden odjednom nalazi usred iznenadne popularnosti i pažnje koja se počela pridavati glazbenoj sceni Seattlea. Badmotorfinger uključuje pjesme "Jesus Christ Pose", "Outshined", and "Rusty Cage". Tri pjesme su dobile iznenađujuće velik radijski prostor na alternativnim rock postajama, dok su video spotovi za "Outshined" i "Rusty cage" dobili značajan prostor na MTV glazbenim listama. "Rusty cage" kasnije obrađuje Johnny Cash na svom albumu Unchained (1996). Pojavljuje se također na fiktivnoj radio stanici Radio X videoigre Grand Theft Auto: San Andreas (2004) te u 32-bitnoj verziji Road Rush. Badmotorfinger uvodi Soundgarden na mainstream scenu te im donosi prvi veliki uspjeh: nominiran je za Grammy Award nagradu za najbolju rock metal izvedbu 1992. te je kasnije dospjela u časopisu Guitar World (izdanje: listopad 2006) na 45. od 100 mjesta najboljih gitarskih albuma svih vremena.
Četvrti studijski album Superunknown (1994) se pokazao prekretnicom benda. Od trenutka njegova izdanja u ožujku, 1994, Superunknown je debitirao na prvo mjesto Billdoard-ovih top 200. Album lansira nekoliko uspješnih pjesama, uključujući "Spoonman" i "Back Hole Sun" te donosi Soundgardenu međunarodno priznanje.
Superunknown dostiže peterostruku platinastu tiražu u SAD-u, trostruko platinastu u Kandi te zlatni status u Velikoj Britaniji, Švedskoj te Nizozemskoj. Rolling Stone daje albumu Superunknown 4/5 zvijezda. Recenzent J.D. Considine ističe kako Superunknown "prikazuje znatno veći raspon i snagu nego što to uspije većina bendova tijekom cijele svoje karijere". Considine je prvobitno kritizirao "Black Hole Sun" i "Half", ističući kako prva "nije tako dobra pjesma". Kasnije se ispravlja te ju naziva "virtualnom definicijom B-strane". Jon Pareles iz The New York Times-a napominje kako "Superunknown zapravo nastoji proširiti svoju publiku probojem kroz barijeru heavy-metal žanra koje je Soundgarden prethodno koristio". Nadodaje kako "Soundgarden...želi drugačiji zvuk u odnosu na standardni zvuk heavy-metala". David Browne iz Entertainment Weekly časopisa daje albumu peticu, tvrdeći kako "Soundgarden nošen na krilima Superunknow albuma samo isporučuje 'materijal' "
Veličao je album nazivajući ga "hard-rock prekretnicom - kipućom vulkanskom moći, pametnim snimkama i tjeskobom i rastrojstvom '90ih koje postavlja novi standard za sve što se naziva metal". Album je bio nominiran za Grammy Award nagradu za najbolji rock album 1995. Dvije pjesme sa Superunknown albuma, "Black Hole Sun" i "Spoonman", osvajaju Grammy Awards nagradu dok glazbeni video za  "Black Hole Sun" osvaja MTV Video Music Award nagradu te Clio Award nagradu. Superknown se u časopisu Rolling Stone nalazi na 336 mjestu na listi najboljih 500 albuma svih vremena dok je "Black Hole Sun" smješten na VH1 listi 100 najboljih pjesama '90ih na visoko 25. mjesto.
Njihov peti album je samostalno produciran Down on the Upside (1996). Album izbacuje nekoliko pjesama, uključujući "Pretty Noose", "Burden in My Hand", i "Blow Up the Outside World". Album je bio značajno manje "heavy" u odnosu na njihove prethodne albume te označava početak odmaka od grunge-a. Soundgarden tada pojašnjava kako su željeli eksperimentirati s drugačijim zvukovima. David Browne iz Entertainment Weekly kaže kako "malo bendova, još od Led Zeppelina, ima tako drsko udružene instrumente, akustične i električne". Međutim, "tenzije unutar grupe polako izlaze na vidjelo gdje se Thayil i Cornell navodno sukobljavaju oko Cornellove želje za odmakon od heavy gitarskih rifova u tolikoj mjeri da je to postao zaštitni znak benda". Unatoč naklonjenim recenzijama, album nije dostigao tiražu Superunknown albuma.
Godine 1997, Soundgaren dobiva nominaciju za Grammy Award nagradu za pjesmu "Pretty Noose". Kako su tenzije unutar benda rasle, navodno zbog sukoba oko kreativnih smjerova, Soundgarden najavljuje razlaz u 9. travnja, 1997. U razgovoru 1998 Thayil pojašnjava kako "je tijekom prethodnog perioda generalno nezadovoljstvo bilo prilično očito u našim stavovima".
Godine 2010., 01. siječnja, Cornell putem svog Twitter računa naslućuje kako bi se Soundgarden mogao ponovno okupiti. Kako je tada pisao: "12 godina stanke je završilo i škola je ponovno u pogonu. Registriraj se odmah. Vitezovi zvuka jašu ponovno!". Poruka je bila povezana s Internet stranicom nastupa grupe u živo te mjesto na kojem bi obožavatelji mogli unijeti svoje mail adrese putem koje bi bili obaviješteni o svim promjenama vezanim za ponovno okupljanje benda. Nakon što bi obožavatelj unio svoju mail adresu, otvarao bi se video s pjesmom "Get on the Snake", s drugog studijskog albuma Soundgardena iz 1998, Louder Than Love.
U travnju 2010, Soundgarden objavljuje svoje planove za nastup na Lollapalooza-i kao vodeći bend. Objava je prikazana na službenim stranicama benda te putem mail obajve. Godine 2010. 16. travnja, Soundgarden održava nastup sakriven od javnosti u Showbox Theater kazalištu na First Avenue ulici u centru Seattle-a. Informacije o održavanju koncerta su objavili putem maila. Show je bio naziva Nudedragons kao anagram za Soundgarden. Na upit, u kolovozu 2010, hoće li Soundgarden snimiti novi materijal, Cornell odgovara: "Bilo bi uzbudljivo snimiti jednu pjesmu, čuti novi Soundgarden...ali za mene, to je više put u kojem nanovo učim pjesme koje sviram s ostalim članovima benda. Neke od pjesama koje uzimamo u obzir nikad nismo svirali uživo".
Soundgarden svoje prvo televizijsko pojavljivanje nakon okupljanja odrađuju u emisiji Conan O'Brien, epizoda Conan (09. studenog, 2010). Kasnija pojavljivanja su bila u ljeto 2011 na TBS i turneji sjevernom Amerikom. Ljeti 2012, Soundgarden objavljuje novu pjesmu i video "Live to Rise", kao soundtrack filma The Avengers. Njihov šesti album, King Animal, objavljuju u studenom 2012. te dobiva većinom pozitivne recenzije.
Soundgarden nastavlja sa svjetskim turnejama. S obzirom na to da su krenuli s radom na novom materijalu, gitarist Kim Thayil naslućuje u nekoliko razgovora mogućnost izlaska i sedmog albuma.
1998–2000 i 2006–2017: Samostalna karijera
Godine 1998, Cornell počinje raditi na materijalu za samostalan album na kojem je radio s Alain Johannes i Natasha Shneider iz benda Eleven. Objavljen je album naslova Euphoria Morning (21. rujna 1999). U prvoj samostalnoj turneji, Cornell je proveo sedam mjeseci putujući. Od 13. rujna 1999 do 07. ožujka 2000 je odradio 61 nastup promovirajući album Euphoria Morning. Cornell je izveo dva nova singla s albuma u 21. i 22. rujna 1999 u Henry Fonda Theater kazalištu u Hollywoodu, Kalifornija. Posjećenost nastupa je bila velika uzimajući u obzir kako je Cornell nastupao prije nego što su obožavatelji bili upoznati s pjesmama s albuma. Tijekom turneje, bend su sačinjavali glazbenici koji su inicirali sam početak turneje, poput Alain Johannes, Natasha Shneider, Rick Markmann i Greg Upchurch. Prodaja albuma se pokazala neuspješnom te se prodala u 393,000 primjeraka u SAD-u, iako je pjesma "Can't Change Me" bila nominirana za najbolju mušku vokalnu izvedbu na Grammy Awards nagradama 2000. Cornell je snimio verziju pjesme Can't Change Me u Francuskoj te je ta verzija bonus pjesma na Euphoria Morning’s deluxe verziji.
Album uključuje "Wave Goodbye", Cornellovu počast preminulom prijatelju Jeff Buckleyu. Zabilježeno je kako je Euphoria Morning utjecala na pisanje pjesama i osebujan vokalni stil Jeff Buckleya. Album 2015 izlazi na CD-u i vinilu te je preimenovan u Euphoria Mourning. Cornell tvrdi kako je htio zadržati stari naslov albuma, no njegov tadašnji manager, Jim Guerinot, predlaže promjenu "Euphoria Morning" s "u" što bi po njemu bio puno bolji naslov. "Naslov je označavao tako lijep poetičan nastavak, sam taj koncept euforije u žaljenju; bio je to trenutak u kojem sam bio inspiriran i u kojem sam otpustio sav zrak. Kada smo odlučili objaviti prvi vinil pomislio sam kako želim promijeniti jebeni naslov!"
Neobjavljena pjesma "Heart of Honey" je također bila snimljena u suradnji s Johannes i Shneider tijekom tog perioda. Prema Alain Johannesu "Heart of Honey" je bio snimljen za potrebe filma Titan A.E. ali naposljetku nije iskorišten. Pjesma je "iscurila" na Internet. Tijekom svoje samostalne turneje između 2011-2016, Cornell će često odavati počast preminuloj Natashai Shneider izvodeći pjesmu "When I'm Down", (s albuma Euphoria Morning koju je ona producirala) popraćena vinilskom snimkom na kojoj Shneider svira klavir za potrebe pjesme).
Iako nije službeno objavljena na CDu, sat i pol dug akustični koncert na kojem Cornell nastupa 07. rujna 2006 u Stockholmu u O'Baren, dostupan je za preuzimanje pod nazivom Chris Cornell: Unplugged in Sweden. Promotivan CD za ovaj samostalni album, Carry On, izdan je u ožujak, 2007, naslova The Roads We Choose – A Retrospective. CD sadrži ukupno 17 pjesama samostalnog rada Soundgardena, Temple od the Dog i Cornellovog samostalnog rada.
Godine 2007, 5. lipnja, Cornell izdaje drugi samostalni album, Carry On, kojeg producira Steve Lillywhite. debitira na 17. mjestu Billboardove ljestvice. Među umjetnicima koji su ga pratili na drugom albumu bio je i prijatelj Gary Lucas, koji je svirao akustičnu gitaru na nekim pjesmama. Cornell ističe kako uvijek piše te kako ima pjesama koje jednostavno nije mogao uvrstiti na album Audioslavea. Tijekom snimanja drugog samostalnog albuma, Cornell je doživio prometnu nesreću na motoru. Navodno ga je "sa stražnje strane udario kamion u Studio City, Los Angeles tijekom vožnje na motoru" i "katapultirao šest metara u zrak". Mogao se ustati i otići s mjesta nesreće, ali je također imao ozbiljne posjekotine i masnice. Kasnije taj dan se vratio u studio.
Cornell se 2007 pojavljuje kao potpora Aerosmithu na najmanje dva nastupa s njihove svjetske turneje 2007 - Dublin, London, i Hyde Park - i Linking Parku u Australiji i Novom Zelandu. Ti nastupi formiraju te su dio njegove samostalne turneje koja je započela u travnju 2007 te se nastavila kroz 2008 i 2009 godinu. Cornell je opisao svoj bend s turneje - kompromisne gitariste Yogi Lonich i Peter Thorn, basista Corey McCormicka i bubnjara Jason Suttera - kao "glazbenike koji mogu vidjeti cijelu sliku" svirajući glazbu Soundgardena i Audioslave-a, isto kao i njegov samostalni materijal.
Cornell 2008 nastupa na glavnoj pozornici projekta Linking Parka, Projekt Revolution tour turneja. Tijekom cijele turneje, Cornell je surađivao s frontmenom Linking Parka Chesterom Bennington, izvodeći "hunger strike" i sa Street Drum Corps na brojnim pjesmama Soundgardena. Dok Linking Park izvodi svoju Grammyjem nagrađenu pjesmu "Crawling", Cornell bi se pojavio na bini pjevajući drugi stih pjesme, outro i dionice Aarona Lewis za Reanimation verziju.
Cornell je surađivao s producentom Timbalandom na svom studijskom albumu Scream, koji je objavljen 10. ožujka 2009. Timbalan naziva snimanje "najboljim poslom koji je ikada odradio u svojoj karijeri" te je tada isticao kako će Cornell biti "prva rock zvijezda u 'Klubu'". Cornell album naziva "vrhuncem karijere". Album nije dobro prošao kod kritike, ali je bio najviše rangirani album u Cornellovoj karijeri. Boj 10 na Billboardovih top 200.
Cornell je 09. travnja 2009 zauzeo Atlanta Rock stanicu, Project 961, WKLS. Kroz 24h je stanica postala "Chris-FM" te je uključivala dvosatni specijal u kojem je Cornell bio DJ i puštao svoje najdraže pjesme popraćene pričama. Cornell je 11. rujna 2009 izveo "Imagine" Johna Lennona na The Tonight Show with Conan O'Brien.
U siječnju, 2011 Cornell objavljuje samostalnu akustičnu "Songbook" turneju, nastavljajući tako niz priznatih samostalnih akustičnih nastupa u Los Angelesu 2009 i 2010. Prva rasprodana turneja započinje u travnju 2011 te se nastavlja kroz SAD i Kanadu sve do 06. svibnja. Turneju nastavlja u listopadu iste godine te posjećuje Novi Zeland i Australiju, Južnu Ameriku. Turneju završava ponovno u SAD 17. prosinca 2011. Turneja je dobila generalno pozitivne kritike
U studenom 2011, Cornell objavljuje Songbook, akustični nastup uživo na kojem su pjesme snimljene tijekom njegove "Songbook" turneje u Južnoj Americi. To je bio prvi samostalni album u živo koje je objavio kao samostalni pjevač i uključuje "ogoljene" izvedbe pjesama cijele Cornellove karijere kao samostalnog umjetnika, ali i kao pjevača Soundgardena, Audioslavea i Temple of the Dog. Album uključuje obrade pjesme "Thank You" Led Zeppelina i "Imagine" Johna Lennona.Album je dobio većinom pozitivne kritike gdje ga AllMusic proziva "najbolje što nam je Cornell mogao dati". Cornell nastavlja "Songbook" turneju u Europi i SAD-u tijekom 2012 i 2013.
Cornell je odradio 10-minutni akustični nastup u Commander-in-Chief's Ball u Bijeloj kući, 21. siječnja 2013 te je time odao počast Wounded Warriorsima te počasnim primateljima Medal of Honor. Kasnije te večeri je sa Soundgardenom nastupao na inauguraciji Barack Obame gdje je izveo tri pjesme.
U siječnju 2015, Cornell je objavio putem Twitter računa kako je u studiju i snima novi album. Zadnji studijski album, Higher Truth, je objavljen 18. rujna, 2015.
Zadnje izdanje prije smrti bila je romantična pjesma "The promise", pisana za potrebe odjavne špice filma istog naziva. Tema filma je Armenski genocid. Prije njegove smrti, Cornell je dao sav prihod od pjesme za pomoć izbjeglicama i ranjenoj djeci.
Chris Cornell je surađivao sa skladateljem Davidom Arnoldom na pjesmi "You Know My Name", koju Cornell izvodi za naslovnu pjesmu filma o Jamesu Bondu, Casino Royale. Pjesma "You Know My Name" je prva naslovna pjesma filma Octopussy iz 1983. godine, prva pjesma koju je otpjevao muški Amerikanac te prva naslovna pjesma koja se nije pojavila na soundtrack albumu.
Svoj drugi samostalni album, Carry On, izdao je 5. lipnja 2007. Album je debitirao na sedamnaestom mjestu američke ljestvice Billboard. Iste godine Cornell se pojavio kao potpora Aerosmithu na njihovoj turneji Aerosmith World Tour 2007.
Na svom zadnjem albumu Scream surađivao je s producentom Timbalandom. Album je izdan 10. ožujka 2009. godine u Timbalandovoj producentskoj kući Mosley Music Group. Timbaland je to snimanje opisao kao "najbolji uradak koji je napravio u svojoj karijeri" dok je Chris Cornell album nazvao "vrhuncem svoje karijere". Međutim, album je u velikoj mjeri pokopala kritika. Singlovi s tog albuma su "Long Gone", "Watch Out", "Ground Zero", "Scream" i "Part of Me".

## Smrt
Cornell je umro 18. svibnja 2017. u 52. godini života, nakon nastupa u Detroitu. Počinio je samoubojstvo vješanjem.

## Diskografija

### Samostalni albumi
- 1999.: Euphoria Morning
- 2007.: Carry On
- 2009.: Scream
- 2011.: Songbook
- 2015.: Higher Truth

### Soundgarden
- 1988.: Ultramega OK
- 1989.: Louder Than Love
- 1991.: Badmotorfinger
- 1994.: Superunknown
- 1996.: Down on the Upside
- 2012.: King Animal

### Temple of the Dog
- 1991.: Temple of the Dog

### Audioslave
- 2002.: Audioslave
- 2005.: Out of Exile
- 2006.: Revelations

## Vanjske poveznice
- Službena stranica
- Chris Cornell na YouTube-u
- Chris Cornell na Internet Movie Database-u